# Можиевский, Иван Елисеевич
Ива́н Елисе́евич Можие́вский (16 декабря 1911, Грязнуха, Самарская губерния — 25 сентября 1982, Магнитогорск, Челябинская область) — гвардии старший лейтенант Советской Армии, участник Великой Отечественной войны, Герой Советского Союза (1945).

## Биография
Иван Можиевский родился 16 декабря 1911 года в селе Грязнуха (ныне — Приморское Мелекесского района Ульяновской области). После окончания шести классов школы работал в колхозе. В 1933—1935 годах проходил службу в Рабоче-крестьянской Красной Армии. Демобилизовавшись, проживал и работал в городе Верея Московской области. В августе 1941 года Можиевский повторно был призван в армию и направлен на фронт Великой Отечественной войны. В боях четыре раза был ранен.
К январю 1945 года гвардии старший лейтенант Иван Можиевский командовал ротой 10-го гвардейского стрелкового полка 6-й гвардейской стрелковой дивизии 13-й армии 1-го Украинского фронта. Отличился во время освобождения Польши. 26 января 1945 года рота Можиевского переправилась через Одер в районе деревни Тарксдорф в 5 километрах к югу от города Сцинава и приняла активное участие в боях за захват и удержание плацдарма на его западном берегу, отразив семь немецких контратак.
Указом Президиума Верховного Совета СССР от 10 апреля 1945 года за «образцовое выполнение боевых заданий командования на фронте борьбы с немецкими захватчиками и проявленные при этом мужество и героизм» гвардии старший лейтенант Иван Можиевский был удостоен высокого звания Героя Советского Союза с вручением ордена Ленина и медали «Золотая Звезда» за номером 4807.
В марте 1946 года Можиевский был уволен в запас. Проживал и работал в Магнитогорске. Скончался 23 августа 1982 года, похоронен на Правобережном кладбище Магнитогорска.
Был также награждён орденами Отечественной войны 2-й степени и Красной Звезды, рядом медалей.